# Marijke Vos (auteur)

Marijke Vos (Zwolle 4 december 1985) is een Nederlandse schrijfster. Haar romans vallen in het genre  (historische) feelgood.

## Achtergrond
Marijke Vos werd geboren in Zwolle, maar het gezin verhuisde al snel naar Brabant, waar zij, met uitzondering van haar studentenjaren, nog altijd woont. Ze volgde het VWO en studeerde Sociaal Pedagogische Hulpverlening in Nijmegen. Na haar opleiding werkte ze jarenlang in de hulpverlening, in onder andere de GGZ, Jeugdzorg en het maatschappelijk werk. 
Als kind al was Vos dol op lezen. Vroege idolen waren Paul van Loon en Carry Slee. Haar liefde voor romans begon tijdens haar tienerjaren met de boeken van Virginia Andrews. Vos begon pas met schrijven toen zij begin twintig was: naast het schrijven van regelmatige blogs, deed ze met succes mee aan schrijfwedstrijden, die haar motiveerden om verder te gaan met het schrijverschap. Sinds 2015 is ze actief als schrijfster van romans in eigen beheer en bij verschillende uitgeverijen. Daarnaast werkt ze als schrijfdocent en vertaler.

## Carrière
Het boek Hou je mond!  van de Engelse auteur Sophie Kinsella motiveerde Vos om zelf ook een dergelijk boek te schrijven. In 2013 behoorde ze tot de finalisten van de schrijfwedstrijd van Chicklit.nl, waarna ze boekenrecensent voor dat platform werd. In eigen beheer bracht zij twee boeken uit: Nooit meer een man en Start spreading the news!. Eind 2016 bood een kleine uitgever haar een contract voor de roman Ik kom je halen! (een herpublicatie van Start spreading the news), die in januari 2018 uitkwam.
In 2018 won Vos een schrijfwedstrijd van het tijdschrift &C van Chantal Janzen; haar winnende korte verhaal werd gepubliceerd in een bundel die eenmalig bij het tijdschrift werd verkocht. Daarnaast werden er regelmatig korte verhalen gepubliceerd op het boekenplatform Hebban. In de zomer van 2018 tekende ze bij Loft Books, imprint van Ambo Anthos. Hier kwamen Van Chanel naar flanel, Alles op Alles en Het staat in de sterren uit (e-book en luisterboek). Voor Kobo schreef zij de  serie De Weddingplanner en de masterclass Schrijf je eigen feel-good.
In de zomer van 2019 tekende Vos bij Harper Collins Holland. Daar verschenen Ik pleit voor jou!, Wedden dat ik blijf, Eens in je leven, Cleo Huizinga, privédetective en Als ik jou was. Ook verscheen haar eerste historische romanserie daar, de Ridgewood Hall trilogie. 
In 2024 tekende Vos bij Xander Uitgevers voor 4 boeken, waarvan een feelgood Het Perfecte Plaatje (2025) en drie delen in een nieuwe historische romanserie. 
Marijke Vos laat zich inspireren door Nederlandse auteurs als Lisette Jonkman, Charlotte de Monchy en Chantal van Gastel, maar ook Engelse auteurs zoals Sophie Kinsella, Jill Mansell en Marian Keyes.
Sinds 2022 is Marijke onderdeel van schrijverscollectief The Feelgood Five, samen met Lisette Jonkman, Gillian King, Susan Muskee en Vannessa Thuyns. Zij organiseren elk jaar een eigen event en publiceren korte verhalen als collectief. 

### Boeken
- Ik kom je halen!  (2018) Scelta Publishing, eigen beheer, Lind & Co)
- Van Chanel naar flanel (2018) (Loft books | Ambo Anthos)
- Alles op Alles ( 2019)( Loft Books |Ambo Anthos)
- Het staat in de sterren (2019) (Loft Books | Ambo Anthos)
- De Weddingplanner (2020) (Loft Books | Ambo Anthos)
- Ik pleit voor jou! (2020) (HarperCollins Holland)[7]
- De matchmaker (2020) (HarperCollins Holland)[8]
- Wedden dat ik blijf (2021) (HarperCollins Holland)[9]
- Eens in je leven (2022) (HarperCollins Holland)[10]
- Edwards keuze - Ridgewood Hall 1 (2022) (HarperCollins Holland)[11]
- Daniels belofte - Ridgewood Hall 2 (2022) (HarperCollins Holland)[12]
- James' geheim - Ridgewood Hall 3 (2022) (HarperCollins Holland)[13]
- Cleo Huizinga, privédetective (2023) (HarperCollins Holland)[14]
- Als ik jou was (2024) (HarperCollins Holland)[15]
- Het perfecte plaatje (2025) Xander Uitgevers

### Overige publicaties
- kort verhaal Action. In:  &C foute zomerpocket – (bijlage tijdschrift &C 2018)
- kort verhaal: Die Italiaanse mannen. In: Verhalenbundel Horizon Taal –(2018)
- kort verhaal: Free falling. In: SET (New Adult Romance bundel)  (2020 uitgeverij Tinteling Romance)
- kort verhaal: Gemaskerde minnaar. In: Jubileumspecial Bouquet: Betoverende Woorden (2020 uitgeverij Harlequin) (verschenen onder pseudoniem Madeleine Wolfs)[16]

## Prijzen
- Finalist schrijfwedstrijd chicklit.nl 2015 manuscript Nooit meer een man! [17]
- Alles op Alles werd 2e bij de verkiezing van feelgoodroman van het jaar van boekenplatform Thrillers and more
- Finalist Bouquet schrijfwedstrijd 2020 (HarperCollins Holland / Sweek)